# 杉本康雄
杉本 康雄（すぎもと やすお、1947年（昭和22年）2月27日 - ）は、日本の実業家、銀行家。一般社団法人青森県レクリエーション協会代表理事会長、青森県立美術館館長、みちのく銀行（現：青森みちのく銀行）相談役。

## 来歴・人物
青森県三沢市生まれ。青森県立八戸高等学校、高崎経済大学経済学部を卒業。
1969年、弘前相互銀行（みちのく銀行→青森みちのく銀行）に入行。常務まで昇進するが、当時の大道寺小三郎会長との間で、新システム移行の件で確執が生じ、取締役支店長に放逐された。その後、みちのくユーシーカード（現・みちのくカード）の社長に転じたが、2005年の不祥事の頻発と業務改善命令の発動に伴い、ほぼ役員全員の辞職という事態になり、役員派遣を要請されたみずほFG側の懇請により、頭取として復帰した。
頭取時代には、不祥事が相次いだ同行の再生と信頼回復に努めてきたが、営業力強化に向けた業務改革などの道筋がついたとして、2013年6月、代表取締役会長に退いた。
2016年6月、代表権を返上。取締役会長兼取締役会議長に就任し、2018年6月に相談役となる。この間、2015年4月に鷹山ひばりの後任として、青森県立美術館館長に就き、現在まで館長を務めている。

## 略歴
- 1969年：弘前相互銀行（みちのく銀行→現・青森みちのく銀行）入行
  - 以降、根城支店長、国道支店長、業務推進部長等を歴任する[8]
- 1996年：取締役業務推進部長委嘱
- 1997年：取締役企画調整部長委嘱
- 2000年：常務取締役人事部長委嘱
- 2003年：取締役古川支店長委嘱
- 2004年：みちのくユーシーカード社長
- 2005年：みちのくカード社長
- 2005年：みちのく銀行顧問
- 2005年：みちのく銀行代表取締役頭取[8]
- 2006年：みちのく銀行代表取締役頭取兼執行役員[8]、青森放送取締役[9]
- 2008年：青森経済同友会代表幹事
- 2013年：みちのく銀行代表取締役会長
- 2015年 ：青森県立美術館館長（兼任）
- 2016年：みちのく銀行取締役会長兼取締役会議長
- 2018年：取締役会長退任。相談役。
- 2021年：一般社団法人青森県レクリエーション協会として法人化に伴い、同協会代表理事会長。